# Rêves à vendre
Rêves à vendre (Dreams That Money Can Buy) est un film expérimental américain écrit, produit et réalisé par l’artiste et cinéaste surréaliste Hans Richter, sorti en 1947.
Plusieurs artistes ont contribué à ce film : Max Ernst, Marcel Duchamp, Man Ray, Alexander Calder, Darius Milhaud et Fernand Léger. Le film a remporté le prix de la contribution la plus originale au progrès du cinématographe au festival international du film de Venise en 1947.

## Intrigue
Joe/Narcissus (Jack Bittner) est un homme ordinaire qui vient de signer un contrat pour louer une chambre. Alors qu’il se demande comment il va faire pour payer le loyer, il s’aperçoit qu’il peut voir se dérouler le contenu de son propre cerveau en fixant ses yeux dans un miroir. Il se rend compte ensuite qu’il peut appliquer ce don aux autres et crée une entreprise où il va vendre à ses clients (frustrés et neurotiques en tout genre) des rêves sur mesure d’après ce qu’il a pu découvrir de leur esprit. La salle d’attente est bondée dès le premier jour de son activité.
Chacune des sept séquences oniriques du film est en fait la création d’un artiste d’avant-garde :
- Desire : Max Ernst (écriture/réalisation)
- The Girl with the Prefabricated Heart : Fernand Léger (écriture/réalisation)
- Ruth, Roses and Revolvers : Man Ray (écriture/réalisation)
- Discs : Marcel Duchamp (écriture)
- Ballet : Alexander Calder (écriture/réalisation)
- Circus : Alexander Calder (écriture)
- Narcissus : Hans Richter (écriture/réalisation)

## Synopsis
Le premier cas traité par Joe est celui de Mr et Mrs A. Mr A. est un employé de banque méthodique et rigoureux. Sa femme se plaint qu’il a la tête faite « comme une comptabilité à double entrée, pas de vertus, pas de vices. » Elle souhaite pour lui un rêve lui permettant d’élargir son horizon et de viser plus haut. Joe demande à Mrs A. de le laisser seul avec son mari pendant le reste de la consultation. Mr A. lui révèle qu’il possède dans un registre une collection d’images découpées dans des magazines, comprenant notamment une femme couchée dans un lit, un liquide rouge se mêlant à l’eau, et une figure de cire en train de fondre.
Joe trouve pour Mr A. un rêve basé sur ces éléments. Dans la séquence du rêve (Desire), des feuilles tombent sur le sol près d’un rideau rouge. Une femme est couchée dans un lit à baldaquin. Une petite boule dorée monte et descend au-dessus de sa bouche au rythme de sa respiration. Elle avale la boule, sourit et s’endort. Une grille apparaît près du lit et un homme regarde de derrière la grille tandis que la femme rêve de rossignols. L’homme qui fait partie du rêve de la dormeuse l’appelle au téléphone pour qu’elle lui donne des détails. Elle lui dit qu’ils ont parlé d’amour et de plaisir. Le téléphone tombe par terre et émet une sorte de brouillard qui enveloppe le lit.
Max Ernst, auteur de cette séquence, en est également l’un des interprètes.

## Fiche technique
- Titre original : Dreams That Money Can Buy
- Réalisation : Hans Richter
- Scénario : Hans Richter, David Vern, Hans Rehfisch, Joseph Freeman
- Musique : Louis Applebaum (Narcissus), Paul Bowles (Desire, Ballet), John Cage (Discs), David Diamond (Circus), Darius Milhaud (Ruth, Roses, and Revolvers)
  - Direction musicale : Louis Applebaum
- Photographie : Werner Brandes, Arnold Eagle, Peter Glushanok, Meyer Rosenblum, Herman Shulman, Victor Vicas
- Production : Kenneth Macpherson et Peggy Guggenheim[1]
- Pays d'origine :  États-Unis
- Langue originale : anglais
- Format : couleurs (Technicolor) - 1,37:1 - son mono
- Durée : 99 minutes
- Dates de sortie : 
  - États-Unis : 23 avril 1948
  - France : 28 mars 1956

## Distribution
Sauf indication contraire, les informations mentionnées dans cette section peuvent être confirmées par la base de données cinématographiques IMDb,  présente dans la section « Liens externes ».
- Jack Bittner : Joe/Narcissus
- Libby Holman
- Josh White
- Norman Cazanjian
- Doris Okerson
- John La Touche (en) (en tant que John Latouche) : le gangster
- Ethel Beseda : Mrs. A.
- Samuel Cohen : Mr. A
- Max Ernst : le président
- Jo Fontaine-Maison : la fille
- Bernard Friend : le policier
- Bernard Graves : la voix masculine
- Dorothy Griffith
- Evelyn Hausman
- Anthony Laterie : l'aveugle
- Julien Levy : l'homme
- Jo Mitchell
- Ray Pippitt
- Miriam Raeburn
- Arthur Seymour : l'homme
- Ruth Sobotka : la fille
- Valerie Tite : la fille
- Dorothea Tanning (non créditée) : la femme tirée de sous le lit dans le rêve de Desire